# La vita provvisoria
La vita provvisoria è un film a episodi del 1962, diretto da Enzo Battaglia, Vincenzo Gamna e Hervé Bromberger.

## Trama
Film collettivo in otto episodi narrati da Corrado con attori non professionisti sul tema della provvisorietà dell'esistenza quotidiana.
1. Un operaio è vittima di un truffatore che gli vende un terreno sulla luna;
2. Due zitelle sperano di essere ingaggiate per un film.
3. Un giovane contadino vorrebbe evadere dalla vita misera del paese e uccide l'intera famiglia che vorrebbe impedirglielo.
4. Una bustarella viene smarrita in un ufficio statale.
5. Un’aspirante suora fa un bagno in mare il giorno del sui compleanno.
6. Su una spiaggia si assiste all'amore di due ragazzi e la crudele beffa di un gruppo di giovani ricchi e viziosi a un loro amico vestito da donna.
7. Un vecchio si diverte a giocare con segnali elettrici che disturbano i televisori dei vicini.
8. Un addetto dell’aeroporto cerca un passeggero fuggito per evitare la quarantena.